# Kvarter (volymenhet)
Kvarter, även Kvarting, är en äldre svensk volymenhet för vätskor. Namnet kommer av latinets quartus (fjärde). 1 kvarter = 1/8 kanna = 1/4 stop = 4 jungfrur = 32,7 cl. Idag motsvarar storleken närmast en läskedrycksflaska.
Kvarting är en skämtsam benämning på en volym eller flaska som utgör en fjärdedel av en större volymenhet. 